# Monte Attell
Monte Attell (* 12. Juli 1885 in San Francisco, Kalifornien; † 11. November 1960 ebenda) war ein US-amerikanischer Boxer jüdischer Abstammung im Bantamgewicht.

## Profikarriere
Im Jahre 1901 begann er seine Karriere. Am 22. Februar 1909 boxte er gegen Jimmy Reagan um die universelle Weltmeisterschaft und siegte durch einstimmigen Beschluss. Diesen Gürtel verlor Attell nach genau einem Jahr an Frankie Conley durch technischen K. o. in Runde 42 in einem auf 45 Runden angesetzten Kampf.
Im Jahre 1916 beendete er seine Karriere. Er starb 1960 und wurde auf dem Cypress Lawn Memorial Park bestattet.
Im Jahre 2015 wurde er in die International Jewish Sports Hall of Fame aufgenommen.